# Frank Silvera
Frank Silvera (24 de julio de 1914 – 11 de junio de 1970) fue un actor de carácter y director teatral estadounidense de origen jamaicano. Fue conocido como "el hombre con mil caras" debido a su habilidad para interpretar a un amplio abanico de personajes.

## Biografía

### Inicios

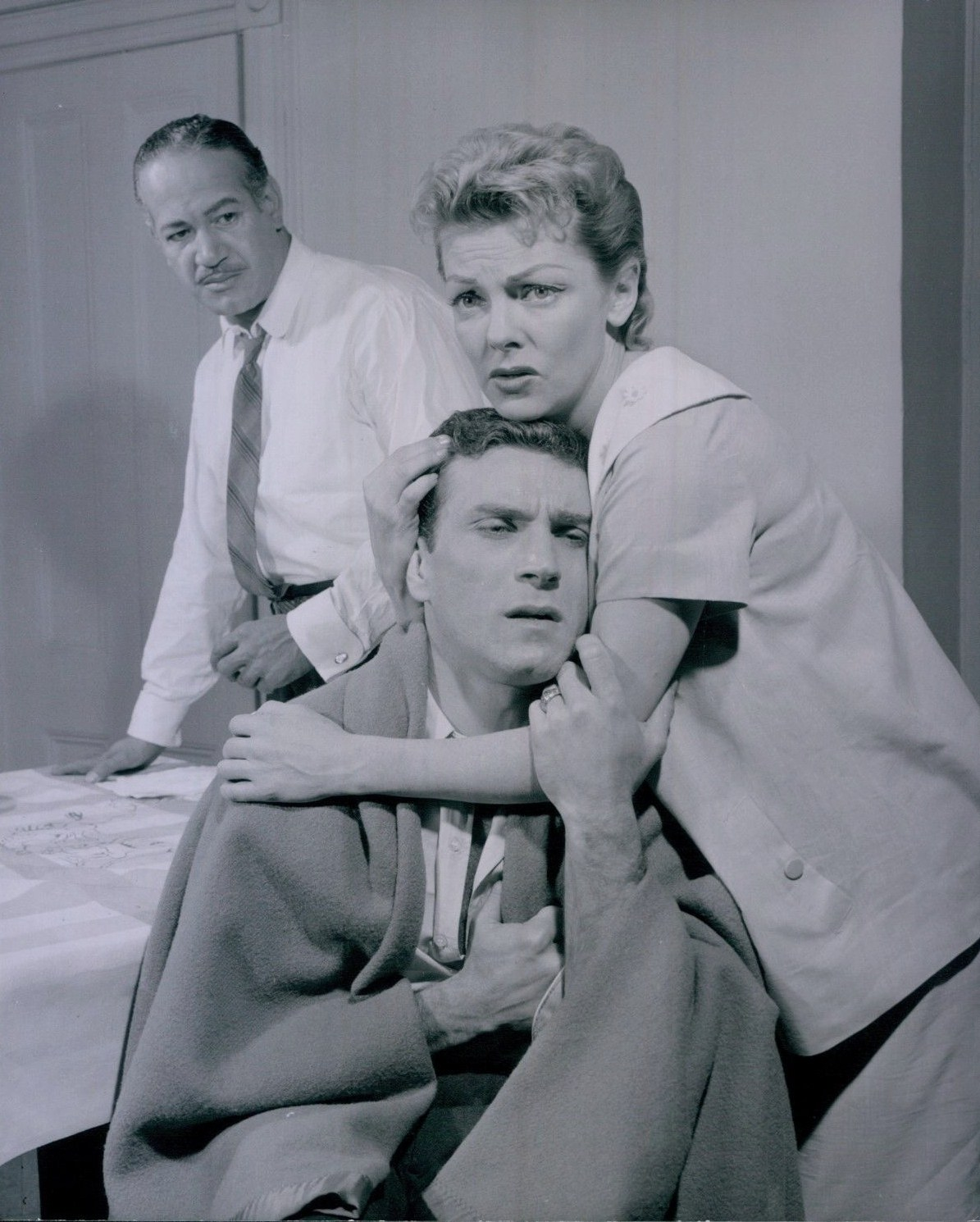
Izq. a der.: Frank Silvera, Peter Mark Richman y Vivian Blaine en A Hatful of Rain

Su nombre completo era Frank Alvin Silvera, y nació en Kingston, Jamaica, siendo sus padres un judío de origen español y portugués, y su madre una jamaicana con antepasados de diferentes etnias. Su familia emigró a los Estados Unidos cuando él tenía seis años de edad, asentándose en Boston. Interesado en la interpretación, Silvera empezó a actuar en grupos teatrales de aficionados y en la iglesia.
Graduado en la English High School of Boston, estudió después en la Universidad de Boston y en la Escuela de Derecho de la Universidad Northeastern.

### Carrera
Silvera dejó la Escuela de Derecho en 1934, cuando fue escogido para formar parte del reparto de la producción de Paul Green Roll Sweet Chariot. Posteriormente ingresó en el New England Repertory Theatre, donde actuó en obras como Macbeth, Otelo y The Emperor Jones. También trabajó con el Proyecto de Teatro Federal y con el New Hampshire Repertory Theatre. En 1940, Silvera debutó en el circuito de Broadway con un pequeño papel en Big White Fog. 
Sin embargo, su carrera se vio interrumpida en 1942 cuando fue alistado en la Armada de los Estados Unidos durante la Segunda Guerra Mundial. Destinado al campamento Robert Smalls, allí se encargó, junto a Owen Dodson, del entretenimiento de la tropa. Silvera dirigió y actuó en programas radiofónicos y trabajó en shows organizados por la United Service Organizations. Licenciado con honores en 1945, finalizada la guerra, se unió al reparto de Anna Lucasta, haciéndose miembro del Actors Studio.
En 1952 Silvera debutó en el cine actuando en el western The Cimarron Kid. Debido a su aspecto hispano, fue elegido para interpretar una gran variedad de papeles étnicos tanto en el cine como en la televisión. Así, fue Victoriano Huerta en ¡Viva Zapata!, película protagonizada por Marlon Brando. Irónicamente, fue la primera gran producción que utilizó a un actor no blanco para interpretar a un personaje no blanco. Silvera también interpretó al personaje en la producción teatral, la cual se estrenó en el Regent Theatre de Nueva York el 28 de febrero de 1952. De su trayectoria cinematográfica, destaca su participación en dos películas dirigidas por Stanley Kubrick, Fear and Desire (1953) y El beso del asesino (1955).  
En agosto de 1955 actuó en Broadway en una reposición de la obra de Thornton Wilder The Skin of Our Teeth, con la cual obtuvo algunas críticas favorables. En noviembre de 1955 fue John Pope, Sr., el padre de los personajes de Ben Gazzara y Anthony Franciosa en la pieza de Michael V. Gazzo representada en Broadway A Hatful of Rain (un papel interpretado por Lloyd Nolan en la pantalla), obteniendo nuevamente críticas favorables.
Silvera fue actor invitado en numerosas series televisivas, sobre todo dramas y westerns, incluyendo entre ellas Westinghouse Studio One, Alfred Hitchcock presenta, Bat Masterson, Thriller, Riverboat, The Travels of Jaimie McPheeters, Los Intocables, y Bonanza. En 1962 fue el Dr. Koslenko en el episodio de The Twilight Zone "Person or Persons Unknown", actuando junto a Richard Long. Ese año también fue Minarii, un polinesio, en la cinta de 1962 Mutiny on the Bounty, de nuevo junto a Marlon Brando. Al año siguiente fue nominado al Premio Tony al mejor actor principal en una obra de teatro por su papel de Monsieur Duval en The Lady of the Camellias. 
En 1964, Silvera y Vantile Whitfield fundaron el Theatre of Being, un teatro con base en Los Ángeles dedicado a proporcionar a los actores negros papeles no estereotipados. Uno de sus primeros proyectos fue producir The Amen Corner, del escritor afroamericano James Baldwin. Silvera y Whitfield financiaron la obra con dinero propio y con donaciones de amigos. Se estrenó el 4 de marzo de 1964, y recaudó 200.000 dólares en un año, pasando a Broadway en abril de 1965. Beah Richards se ganó el favor de la crítica con su actuación.
Silvera continuó con su carrera en el cine y con sus actuaciones televisivas como artista invitado. En 1965 fue el Rey Gaspar en el film épico The Greatest Story Ever Told. Al siguiente año trabajó por tercera vez con Marlon Brando, en esta ocasión en el western Sierra prohibida. En 1967 fue Nick Sorello en The St. Valentine's Day Massacre, haciendo después actuaciones en Dundee and the Culhane y The Wild Wild West. Asimismo, fue un bandido mexicano en el film de 1967 dirigido por Martin Ritt Un hombre, basado en una novela de Elmore Leonard. Silvera hizo en 1969 un papel de reparto en la película Che!, y encarnó a Lobero en el western La furia de los siete magníficos.
Silvera fue después contratado como primer director invitado del Fresno State College, en la California State University, en Fresno, con planes para llevar a escena The Tea Concession, un drama racial de Henry Kemp-Blair. Sin embargo, se vio forzado a cesar dos semanas más tarde, a causa de problemas administrativos y del abortado contrato de Marvin X.
En la época de su muerte, Silvera tenía un papel recurrente en la serie western de la NBC El gran chaparral, el de Don Sebastián Montoya. Su última película, Valdez is Coming, se estrenó a título póstumo, en 1971.

### Vida personal
Silvera se casó con la actriz Anna Lillian Quarles en 1942. Se habían conocido mientras actuaban en la obra teatral Stevedore. Quarles era hermana del historiador y educador Benjamin Arthur Quarles. Tuvieron dos hijos, Frank, Jr. y Linda, antes de divorciarse en 1963.

## Muerte
Frank Silvera falleció el 11 de junio de 1970 en Pasadena, California, al electrocutarse accidentalmente mientras reparaba un triturador de basuras en su cocina. Tenía 55 años de edad. Fue enterrado con honores militares en el Cementerio Nacional Long Island, en Farmingdale (Nueva York), Estados Unidos.

## Teatro en Broadway (íntegro)
- 1940 : Big White Fog, de Theodore Ward
- 1953 : Camino Real, de Tennessee Williams, escenografía de Elia Kazan
- 1954 : Mademoiselle Colombe, de Jean Anouilh, adaptación de Louis Kronenberger
- 1955 : The Skin of Our Teeth, de Thornton Wilder, escenografía de Alan Schneider
- 1955-1956 : A Hatful of Rain, de Michael V. Gazzo
- 1958 : Jane Eyre, adaptación de Huntington Hartford de la novela homónima de Charlotte Brontë
- 1960 : Semi-Detached, de Patricia Joudry, escenografía de Charles S. Dubin
- 1963 : The Lady of the Camellias, de Alexandre Dumas (hijo), adaptación de Terrence McNally, escenografía de Franco Zefirelli
- 1965 : The Amen Corner, de James Baldwin(+ escenógrafo)

## Selección de su filmografía
| Año  | Título                                 | Papel             | Notas                      |
| ---- | -------------------------------------- | ----------------- | -------------------------- |
| 1952 | The Cimarron Kid                       | Stacey Marshall   |                            |
| 1952 | The Fighter                            | Paulino           |                            |
| 1952 | ¡Viva Zapata!                          | Victoriano Huerta |                            |
| 1952 | El Milagro de Nuestra Señora de Fátima | Arturo dos Santos |                            |
| 1953 | White Mane                             | Narrador          |                            |
| 1953 | Fear and Desire                        | Sgt. Mac          |                            |
| 1954 | The Lonely Night                       | El narrador       |                            |
| 1955 | Death Tide                             | Eric Paulsen      |                            |
| 1955 | El beso del asesino                    | Vincent Rapallo   |                            |
| 1956 | Crowded Paradise                       | Papá Díaz         |                            |
| 1959 | Crime and Punishment U.S.A.            | Portero           |                            |
| 1960 | Heller in Pink Tights                  | Santis            |                            |
| 1960 | The Mountain Road                      | Coronel Kwan      |                            |
| 1960 | Key Witness                            | Det. Rafael Torno |                            |
| 1962 | Mutiny on the Bounty                   | Minarii           |                            |
| 1963 | Toys in the Attic                      | Henry Simpson     |                            |
| 1963 | Lonnie                                 | Paco              |                            |
| 1965 | The Greatest Story Ever Told           | Rey Gaspar        |                            |
| 1966 | Sierra prohibida                       | Ramos             |                            |
| 1967 | Un hombre                              | Bandido mexicano  |                            |
| 1967 | The St. Valentine's Day Massacre       | Nick Sorello      |                            |
| 1968 | La noche de los gigantes               | Mayor             |                            |
| 1968 | Up Tight!                              | Kyle              |                            |
| 1969 | Che!                                   | Cabrero           |                            |
| 1969 | La furia de los siete magníficos       | Lobero            |                            |
| 1971 | Valdez is Coming                       | Diego             | Estrenada a título póstumo |

| Año       | Título                                  | Papel                        | Notas                                    |
| --------- | --------------------------------------- | ---------------------------- | ---------------------------------------- |
| 1951-1957 | Westinghouse Studio One                 | Varios papeles               | 2 episodios                              |
| 1954      | The Marriage                            | Mr. Ramon                    | Episodio 1.1                             |
| 1955      | Producers' Showcase                     | Juez                         | Episodio "The Skin of Our Teeth"         |
| 1957      | The Seven Lively Arts                   | John                         | Episodio "The World of Nick Adams"       |
| 1958      | Randall, el justiciero                  | Sheriff Will Echert          | Episodio "Sheriff At Red Rock"           |
| 1958      | Playhouse 90                            | Nick Serrello                | Episodio "Seven Against the Wall"        |
| 1958      | Perry Mason                             | Jonathan Hyett               | Episodio "The Case of the Fancy Figures" |
| 1959      | Alfred Hitchcock presenta               | Mr. Rodríguez                | Episodio "A Personal Matter"             |
| 1959      | Dick Powell's Zane Grey Theater         | Ysidro                       | Episodio "Trouble at Tres Cruces"        |
| 1959      | Decoy                                   | Andrew Garcia                | Episodio "Across the World"              |
| 1959      | Bat Masterson                           | Grasia                       | Episodio "The Romany Knives"             |
| 1959      | The Lineup                              | Papá Vanetti                 | Episodio "My Son is a Stranger"          |
| 1959      | The Man From Blackhawk                  | Kiczek                       | Episodio "The Gypsy Story"               |
| 1960      | Johnny Ringo                            | Bevinetto                    | Episodio "Shoot the Moon"                |
| 1960      | The Law and Mr. Jones                   | García                       | Episodio "Music to Hurt By"              |
| 1960      | Thriller                                | Cesare Romano/Charlie Roman  | Episodio "The Guilty Men"                |
| 1960      | Hong Kong                               | Kivori                       | Episodio "Freebooter"                    |
| 1960      | The Rebel                               | Cota                         | Episodio "Deathwatch"                    |
| 1960      | Riverboat                               | Coronel Ashley               | Episodio "Devil in Skirts"               |
| 1960      | Los Intocables                          | Dino Patrone                 | Episodio "A Seat on the Fence"           |
| 1961-1964 | Bonanza                                 | Varios papeles               | 2 episodios                              |
| 1962      | The Twilight Zone                       | Dr. Koslenko                 | Episodio "Person or Persons Unknown"     |
| 1962      | The New Breed                           | John Hernández               | Episodio "My Brother's Keeper"           |
| 1962      | The Beachcomber                         | Varios papeles               | 2 episodios                              |
| 1962      | The Dick Powell Show                    |                              | Episodio "Borderline"                    |
| 1963      | The Defenders                           | Ballin                       | Episodio "The Last Illusion"             |
| 1963      | The Travels of Jaimie McPheeters        | El indio, Speaks to the Wind | Episodio "The Day of the Taboo Man"      |
| 1964      | The Great Adventure                     | Gambi                        | Episodio "The Pirate and the Patriot"    |
| 1964      | Channing                                |                              | Episodio "Memory of a Firing Squad"      |
| 1964      | Alfred Hitchcock presenta               | Alejandro                    | Episodio "The Life Work of Juan Diaz"    |
| 1964      | Mr. Novak                               | Andy Towner                  | Episodio "Boy Under Glass"               |
| 1964-1965 | Kraft Suspense Theatre                  | Varios papeles               | 2 episodios                              |
| 1965      | Profiles in Courage                     |                              | Episodio "Hamilton Fish"                 |
| 1965      | Daniel Boone                            | Marcel Bouvier               | Episodio "Daughter of the Devil"         |
| 1965      | Rawhide                                 | Pajarito                     | Episodio "El Hombre Bravo"               |
| 1965      | Gunsmoke                                | John Drago                   | Episodio "Death Watch"                   |
| 1966      | I Spy                                   | Muñoz                        | Episodio "Crusade to Limbo"              |
| 1966      | The Rat Patrol                          | Líder árabe                  | Episodio "The Chain of Death Raid"       |
| 1966      | Run for Your Life                       | Esteban                      | Episodio "The Shock of Recognition"      |
| 1967      | Dundee and the Culhane                  | Luis Montoya                 | Episodio "The Vasquez Brief"             |
| 1967      | The Wild Wild West                      | El Sordo                     | Episodio "The Night of Jack O'Diamonds"  |
| 1967-1970 | El gran chaparral                       | Don Sebastián Montoya        | 14 episodios                             |
| 1968      | The Young Loner                         | Carlos                       | Telefilm                                 |
| 1968-1971 | Walt Disney anthology television series | Carlos                       | 4 episodios                              |
| 1969      | Marcus Welby, M.D.                      | Nick Eugenides               | Episodio "The Vrahnas Demon"             |
| 1970      | The Flying Nun                          | Thomas Sebastien Martinez    | Episodio "No Tears for Mrs. Thomas"      |
| 1970      | Hawaii Five-O                           | Frank Kuakua                 | Episodio "Paniolo"                       |
| 1971      | The Boy from Dead Man's Bayou           |                              | Telefilm emitido a título póstumo        |
| 1976      | Perilous Voyage                         | Gen. Salazar                 | Telefilm emitido a título póstumo        |